# Bellinkbrug

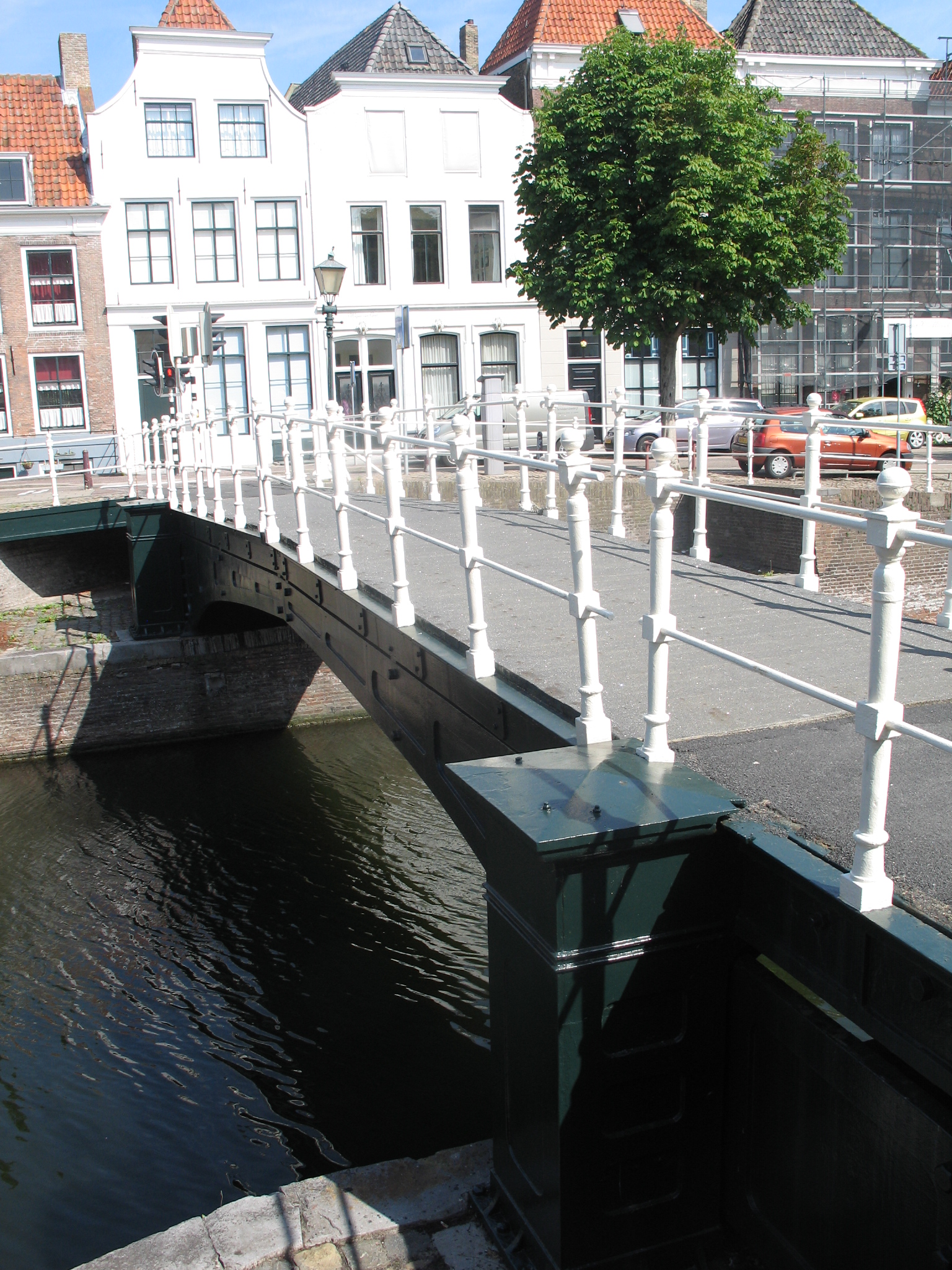
Zicht op de brug

De Bellinkbrug is een draaibrug en rijksmonument in Middelburg in de provincie Zeeland. De brug is gelegen tussen Kinderdijk en Rouaansekaai.

## Geschiedenis
De dubbele draaibrug werd in 1855 gebouwd naar aanleiding van de aanleg van een nieuwe scheepswerf aan de Binnenhaven. De brug werd ontworpen door stadsbouwmeester G.H. Grauss en de bovenbouw werd vervaardigd door de firma L.J. Enthoven & Cie te 's-Gravenhage.

## Beschrijving
De brug heeft twee ongelijkarmige drugdelen van in elkaar geboute platen en is voorzien van een houten loopdek. De draaipunten van beide brugdelen zijn geplaatst op landhoofden in de vorm van gemetselde uitsparingen in de kademuren. De brugdelen draaien tijdens het openen in deze uitsparingen. De brug en het aangrenzend kadewerk zijn voorzien van ijzeren balustrades met gietijzeren balusters die vastgezet zijn in natuurstenen blokken.
De brug kreeg de status van rijksmonument vanwege zijn cultuurhistorische waarde als bijzondere uitdrukking van technologische ontwikkeling en in zijn geheel van belang door de visuele gaafheid van de stedelijke omgeving.